# Estero Salado

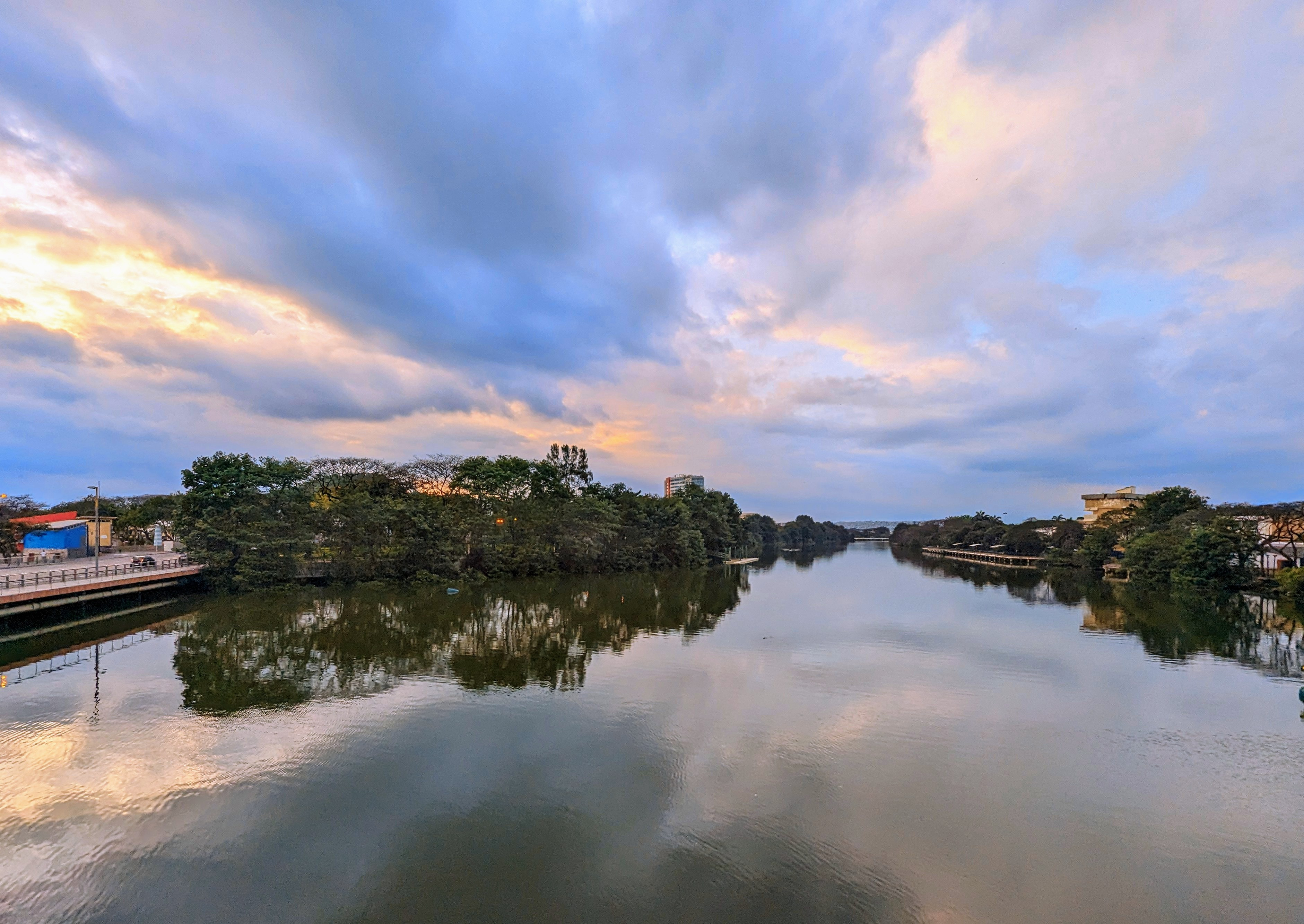
Vista del Estero Salado desde un mirador del Malecón del Salado.

El Estero Salado es un sistema estuarino compuesto por una compleja red de drenajes ubicado en la ciudad de Guayaquil, Ecuador. Desde el punto de vista geomorfológico y oceanográfico es un brazo de mar.
Conjuntamente con las partes bajas del río Daule y Babahoyo forman parte del ecosistema denominado «Estuario Interior del Golfo de Guayaquil».
En la parte sur de la ciudad de Guayaquil, el Estero Salado, en un ramal conocido como Estero Cobina se une al río Guayas por medio de un canal provisto de esclusas.
El Estero Salado sufre problemas severos de contaminación, tanto de sus aguas como de sus riberas, debidos exclusivamente a la disposición salvaje de basuras y desechos industriales y domésticos. Además está amenazado por familias que ganan terreno al espejo de agua y construyen casas ilegales.
Entre 1993 y 2002 el Comité Ecológico del Litoral, organización ambientalista de Guayaquil realizó jornadas de limpieza de las orillas del Estero, este intento de levantar la conciencia de la juventud de Guayaquil tuvo mucho eco. Sin embargo, resta mucho a realizar para la recuperación de este brazo de mar.
En el año de 2011 el Gobierno del Ecuador informó que se recuperará el estero en un 100% y la mayoría de las personas que habitan en sus riberas van a ser reubicadas.
Hasta la actualidad no han existido mejoras y esta en la lista de los peores desastres medioambientales de agua dulce. 